# Sepp-Doll-Stadion
El Sepp-Doll-Stadion es un estadio de fútbol ubicado en la ciudad de Krems en Austria y es la sede del Kremser SC.

## Historia
Fue inaugurado en 1923 con el nombre Estadio Kremser hasta que en 1988 fue rebautizado con su nombre actual. Fue construido en el área junto al parque de la ciudad de Krems, que se construyó durante la Primera Guerra Mundial como alojamiento de emergencia para el ejército austrohúngaro. Después de la renovación a mediados de los años 1980, que incluyó la eliminación de la pista en la que se celebraban carreras de velocidad en los años 1960 y 1970.
El estadio tiene capacidad para 10.000 espectadores, tiene una tribuna cubierta en el norte con más de 1.000 asientos individuales. También hay tres rodales descubiertos en pie en el este, sur y oeste. El Sepp Doll Stadium es un estadio puramente de fútbol, lo que significa que no hay una pista para correr alrededor del campo y los espectadores se sientan o se paran directamente al lado del campo.